# Koryn Hawthorne
Koryn Mattanah Hawthorne (Abbeville, Luisiana; 26 de diciembre de 1997) es una cantante de música cristiana contemporánea, góspel, R&B y soul. Hawthorne fue finalista en la temporada 8 de la competencia de canto de NBC The Voice, a la edad de 17 años, como miembro del equipo de Pharrell Williams. Después de quedar cuarto en el programa, Hawthorne firmó con RCA Inspiration, una división de Sony Music dedicada a las grabaciones de música góspel. Su álbum de estudio debut, Unstoppable, se lanzó el 13 de julio de 2018 y le valió múltiples nominaciones a premios, incluidas dos nominaciones a los premios Grammy.

## Carrera

### 2015:La Voz
Koryn Hawthorne hizo una audición para la octava temporada de The Voice cantando "My Kind of Love" de Emeli Sandé. Tanto Christina Aguilera como Williams se dieron la vuelta. Hawthorne eligió a Aguilera como su entrenadora. En las rondas de batalla, Hawthorne se enfrentó a Vance Smith, donde cantaron "Love Me Harder", un dueto de Ariana Grande y The Weekend. Hawthorne fue elegida sobre Smith. Durante las rondas eliminatorias, cubrió "Try" pero perdió ante su oponente Kimberly Nichole. Luego fue robada por Williams.
Durante los Playoffs cantó How Great Thou Art pero no fue elegida por el público, que solo pudo salvar a dos artistas del equipo de Williams. Williams, que pudo salvar a uno de los tres artistas que le quedaban, la eligió. La semana siguiente, cantó "Stronger (What Doesn't Kill You)" de Kelly Clarkson y fue salvada por votación pública. En el Top 10 interpretó "Make It Rain" de Foy Vance, alcanzando la tercera posición en iTunes y debutando en la posición 84 en Hot 100. La semana siguiente, hizo una versión de "Girl on Fire" de Alicia Keys y fue salvada por el público.
En el Top 6, Hawthorne mostró su lado roquero versionando "Everybody Hurts" de R.E.M y "Dream On" de Aerosmith. En el Top 5, después de cantar "One" de U2 y la canción tradicional "Oh Mary Don't You Weep", estuvo, junto a India Carney, entre los dos últimos. Cantó "If I Were a Boy" de Beyoncé para su actuación de última oportunidad, y se salvó instantáneamente sobre Carney. En el final, Hawthorne interpretó "It's a Man's Man's Man's World" de James Brown, "We Can Work It Out" de The Beatles con el entrenador Williams y también su canción original "Bright Fire", escrita por Williams. Terminó en 4.º lugar.
A lo largo de la competencia, la evolución de Hawthorne como cantante llamó la atención de los entrenadores. Adam Levine señaló que nunca antes en la historia de The Voice había visto "un viaje tan drástico, increíble e increíble". Williams comparó su deseo de triunfar con el de Beyoncé. El alcalde de Abbeville, Mark Piazza, declaró el 6 de mayo de 2015 "Día de Koryn Hawthorne" y le entregó la llave de la ciudad.
     – La versión de estudio de la actuación alcanzó el top 10 en iTunes
| Escenario                                 | Canción                                       | Artista original | Fecha               | Orden | Resultado                                                            |
| ----------------------------------------- | --------------------------------------------- | ---------------- | ------------------- | ----- | -------------------------------------------------------------------- |
| Blind Audition                            | "My Kind of Love"                             | Emeli Sandé      | 3 de marzo de 2015  | 4/2   | Christina Aguilera y Pharrell Williams se unieron al grupo Christina |
| Battle Rounds                             | "Love Me Harder" (vs. Vance Smith)            | Ariana Grande    | 17 de marzo de 2015 | 9/3   | Guardada por el entrenador                                           |
| Knockout Rounds                           | "Try" (vs. Kimberly Nichole)                  | Pink             | 23 de marzo de 2015 | 10/6  | Derrotada Robada por Pharrell Williams                               |
| Live Playoffs (Top 20)                    | "How Great Thou Art"                          | Christian hymn   | 6 de abril de 2015  | 6     | 3 inferiores Salvada por Pharrell Williams                           |
| Live Top 12                               | "Stronger (What Doesn't Kill You)"            | Kelly Clarkson   | 13 de abril de 2015 | 9     | Salvada por votos del público                                        |
| Live Top 10                               | "Make It Rain"                                | Foy Vance        | 20 de abril de 2015 | 5     | Salvada por votos del público                                        |
| Live Top 8                                | "Girl on Fire"                                | Alicia Keys      | 20 de abril de 2015 | 8     | Salvada por votos del público                                        |
| Live Top 6                                | "Everybody Hurts"                             | R.E.M.           | 4 de mayo de 2015   | 3     | Salvada por votos del público                                        |
| Live Top 6                                | "Dream On"                                    | Aerosmith        | 4 de mayo de 2015   | 9     | Salvada por votos del público                                        |
| Live Top 5 (Semi-finals) and Instant Save | "One"                                         | U2               | 11 de mayo de 2015  | 2     | 2 inferiores Salvada por votos del público                           |
| Live Top 5 (Semi-finals) and Instant Save | "Oh Mary Don't You Weep"                      | Tradicional      | 11 de mayo de 2015  | 7     | 2 inferiores Salvada por votos del público                           |
| Live Top 5 (Semi-finals) and Instant Save | "If I Were a Boy"                             | Beyoncé          | 12 de mayo de 2015  | 2     | 2 inferiores Salvada por votos del público                           |
| Live Finale                               | "It's a Man's Man's Man's World"              | James Brown      | 18 de mayo de 2015  | 1     | 4.º lugar                                                            |
| Live Finale                               | "We Can Work It Out" (with Pharrell Williams) | The Beatles      | 18 de mayo de 2015  | 6     | 4.º lugar                                                            |
| Live Finale                               | "Bright Fire" (Canción original)              | Koryn Hawthorne  | 18 de mayo de 2015  | 10    | 4.º lugar                                                            |

Actuaciones fuera de competición
| Episodio | Intérpretes                                                                                    | Canción                                            |
| -------- | ---------------------------------------------------------------------------------------------- | -------------------------------------------------- |
| 16.4     | Team Pharrell (Caitlin Caporale, Sawyer Fredericks, Koryn Hawthorne, Lowell Oakley, Mia Z)     | "Say Something"                                    |
| 19.1     | Top 10                                                                                         | "Rocket Man/Saturday Night's Alright for Fighting" |
| 20.1     | Pharrell Williams & his team (Sawyer Fredericks and Koryn Hawthorne)                           | "I Don't Want to Be"                               |
| 21.2     | Top 8 Girls (Hannah Kirby, Koryn Hawthorne, Kimberly Nichole, Meghan Linsey, India Carney)     | "Wake Me Up"                                       |
| 26.3     | Top 3 Girls (India Carney, Koryn Hawthorne, Meghan Linsey)                                     | "Faithfully"                                       |
| 28.1     | The Top 20                                                                                     | "Carry On/Some Nights"                             |
| 28.4     | Kelly Clarkson y Koryn Hawthorne                                                               | "I'd Rather Go Blind"                              |
| 28.10    | Koryn Hawthorne (con Caitlin Caporale, India Carney, Lexi Davila, Mia Z and Tonya Boyd-Cannon) | "Uptown Funk"                                      |

### 2016-2017: contrato discográfico y lanzamiento de EP
Después de terminar en cuarto lugar en The Voice, Hawthorne firmó con RCA Inspiration, una división de Sony Music dedicada a las grabaciones de música góspel, y comenzó a trabajar en su material debut. En febrero de 2016, anunció a través de Twitter que sería la estrella invitada en la quinta temporada de Mary Mary, que se emitió por primera vez el 3 de marzo. En el reality show de televisión, Hawthorne conoció al productor Warryn Campbell, quien luego ayudaría a producir su material original. El 6 de marzo de 2016, se estrenó en Bounce TV el programa de televisión Saints & Sinners, en el que Hawthorne grabó la canción Saints & Sinners para la banda sonora original. En 2017, Hawthorne colaboró con el artista cristiano Branan Murphy en el sencillo "All the Wrong Things". Después de su aparición en Mary Mary, Hawthorne hizo una aparición especial en el programa de televisión Greenleaf de OWN. debutando "Won't He Do It", el sencillo principal de su material debut.
Koryn Hawthorne - EP, un EP de cuatro pistas, fue lanzado el 11 de agosto de 2017. La voz y la entrega de Hawthorne atrajeron a los productores y compositores ganadores del premio Grammy Warryn Campbell, Makeba Riddick, Bernie Herms y Joaquin "The Bear" Bynum, quien produjo y escribió su material debut. El EP le valió a Hawthorne dos nominaciones a los Stellar Gospel Music Awards como Nuevo Artista del Año y Vocalista Femenina Contemporánea del Año.

### 2018-2019: lanzamiento del álbum debut y nominación a los premios Grammy
El debut de larga duración de Koryn, Unstoppable, se lanzó el 13 de julio de 2018 y alcanzó el número 1 en la lista de Top Gospel Albums, mientras que el sencillo principal del álbum, "Won't He Do It", alcanzó el número 1 en las tres principales listas de góspel de Billboard. Hawthorne es la primera mujer en encabezar cuatro listas de góspel simultáneamente en cinco años, así como la artista femenina número 1 por más tiempo en la lista Hot Gospel Songs de Billboard.
Junto a Jeremy Camp, Matthew West y Rend Collective, fue una de las atracciones del evento de conciertos de verano de música cristiana Summer Lights Tour, que comenzó el 12 de julio de 2018 en Detroit y finalizó el 22 de julio de 2018 en Corbin.
El 26 de julio de 2018, se lanzó el nuevo sencillo de Aaron Cole, "Down Like That", en el que aparece Koryn.
A finales de este año, Hawthorne fue nominada para la 49.ª edición anual de los premios GMA Dove en dos categorías: Artista nueva del año y Góspel contemporáneo/Canción grabada urbana del año por su sencillo debut "Won't He Do It", y ganó esta última.
En noviembre de 2018, Hawthorne subió al escenario en los Soul Train Awards, interpretando su exitoso sencillo "Won't He Do It".
En febrero de 2019, se lanzó el video musical de "Unstoppable", con Lecrae.
Koryn Hawthorne recibió una nominación a Mejor Interpretación/Canción Góspel ("Won't He Do It") en la 61.ª edición de los premios Grammy. También recibió siete nominaciones a los Premios Stellar y dos nominaciones a los Premios NAACP Image, habiendo ganado una de cada premio. A finales de este año, fue nominada a los Billboard Music Awards 2019, en tres categorías.
En agosto de 2019, Koryn contribuyó a la banda sonora de Overcomer con el sencillo "Enough".
Hawthorne fue nominada a Mejor Interpretación/Canción Góspel ("Speak the Name") en la 62.ª entrega de los Premios Grammy, lo que la convierte en su segunda nominación al Grammy.
En diciembre de 2019, el sencillo debut de Koryn, "Won't He Do It", recibió la certificación oficial de oro.

### 2020–presente:''I AM''
El 24 de julio de 2020, Koryn lanzó "Pray", el sencillo principal de su segundo álbum, que alcanzó el número 1 en la lista de ventas de canciones digitales de góspel de Billboard. El 7 de agosto, se lanzó el segundo sencillo del álbum, "Speak to Me". El álbum de Hawthorne, ''I AM'', fue lanzado el 18 de septiembre de 2020.
Por segundo año consecutivo, Koryn Hawthorne fue nominada a la categoría Mejor Artista Góspel de Billboard junto a Kirk Franklin, Tasha Cobbs Leonard, Sunday Service Choir y Kanye West.
Koryn fue nominada para el premio Best Góspel/Inspirational Award en los Soul Train Awards 2020 anuales de BET, compitiendo contra los artistas veteranos Bebe Winans, Kirk Franklin, Marvin Sapp, PJ Morton y The Clark Sisters.
En febrero de 2021, Hawthorne fue nominada al Mejor Álbum de Góspel/Cristiano en el premio NAACP Image. Koryn también fue nominada por tercer año consecutivo a los Billboard Music Awards 2021, en tres categorías. Su sencillo "Speak to Me" fue nominado a dos categorías en la 52.ª edición de los premios GMA Dove: Canción del año y Canción del año grabada en góspel contemporáneo.

## Influencias
Hawthorne cita una variedad de artistas como sus principales influencias e inspiraciones, incluidos Etta James, Mary J. Blige, Tina Turner, Michael Jackson, Lauryn Hill, Fred Hammond, Mary Mary, Kirk Franklin, entre otros.

## Discografía

### Álbumes de estudio
| Título      | Detalles de álbum | Posiciones en el gráfico | Ventas             |
| Título      | Detalles de álbum | Top Góspel Albums        | Ventas             |
| ----------- | --- | ------------------------ | ------------------ |
| Unstoppable | - Lanzamiento: 13 de julio de 2018 - Sello discográfico: RCA Inspiration - Formato: CD, descarga digital, streaming      | 1                        | - EE. UU.: 100 000 |
| I AM        | - Lanzamiento: 18 de septiembre de 2020 - Sello discográfico: RCA Inspiration - Formato: CD, descarga digital, streaming | 1                        | TBA                |

### EPs
| Título               | Detalles de álbum                                                                                                | Posiciones en el gráfico |
| Título               | Detalles de álbum                                                                                                | Top Góspel Albums        |
| -------------------- | --- | ------------------------ |
| Koryn Hawthorne – EP | - Lanzamiento: 11 de agosto de 2017 - Sello discográfico: RCA Inspiration - Formato: descarga digital, streaming | 19                       |

### Sencillos

#### Como artista principal
| 2017                                                                                    | " Won't He Do It"                   | 1  | 1  | 1 | - RIAA: Oro[16] | Unstoppable                                                        |
| 2017                                                                                    | "Speak the Name"(con Natalie Grant) | 14 | 3  | — |                 | Unstoppable                                                        |
| 2019                                                                                    | "Unstoppable"                       | 3  | 5  | 5 |                 | Unstoppable                                                        |
| 2019                                                                                    | "Enough"                            | 23 | 11 | — |                 | Overcomer (Music from and Inspired by the Original Motion Picture) |
| 2020                                                                                    | "Pray"                              | 12 | 1  | — |                 | I AM                                                               |
| 2020                                                                                    | "Speak to Me"                       | 1  | 1  | 1 |                 | I AM                                                               |
| "—" Denota una grabación que no entró en las listas o no fue lanzado en ese territorio. |                                     |    |    |   |                 |                                                                    |

#### Otras canciones registradas
| Año  | Título                              | Posiciones de gráfico | Posiciones de gráfico | Álbum |
| Año  | Título                              | Hot Christian Songs   | Góspel Digital        | Álbum |
| ---- | ----------------------------------- | --------------------- | --------------------- | ----- |
| 2020 | "How Great"                         | 41                    | —                     | I AM  |
| 2020 | "Know You"(con Steffany Gretzinger) | —                     | 10                    | I AM  |

#### Sencillos promocionales
| Año  | Título           | Álbum       |
| ---- | ---------------- | ----------- |
| 2018 | "Down Goes Rome" | Unstoppable |

#### Como artista colaborativo
| 2017                                                                                    | "All The Wrong Things"(Branan Murphy con Koryn Hawthorne) | 46 | 32 | — | Who Am I?              |
| 2018                                                                                    | "Down Like That"(Aaron Cole con Koryn Hawthorne)          | —  | —  | — | Cole Season (Playlist) |
| 2021                                                                                    | "We All Need Jesus"(Danny Gokey con Koryn Hawthorne)      | —  | —  | 3 | Jesus People           |
| "—" Denota una grabación que no entró en las listas o no fue lanzado en ese territorio. |                                                           |    |    |   |                        |

## Premios y nominaciones

### American Music Awards
| Año  | Nominación / Trabajo | Premio                     | Resultado |
| ---- | -------------------- | -------------------------- | --------- |
| 2021 | Koryn Hawthorne      | Artista de góspel favorito | Pendiente |

### Billboard Music Awards
| Año  | Nominación / Trabajo | Premio             | Resultado |
| ---- | -------------------- | ------------------ | --------- |
| 2019 | Koryn Hawthorne      |                    | Nominado  |
| 2019 | Unstoppable          | Top Álbum Góspel   | Nominado  |
| 2019 | Won't He Do It       | Top Canción Góspel | Ganador   |
| 2020 | Koryn Hawthorne      | Top Artista Góspel | Nominado  |
| 2021 | Koryn Hawthorne      | Top Artista Góspel | Nominado  |
| 2021 | I AM                 | Top Álbum Góspel   | Nominado  |
| 2021 | Speak To Me          | Top Canción Góspel | Nominado  |

### GMA Dove Awards
| Año  | Nominación / Trabajo | Premio                                              | Resultado |
| ---- | -------------------- | --------------------------------------------------- | --------- |
| 2018 | Koryn Hawthorne      | Nuevo artista del año                               | Nominado  |
| 2018 | Won't He Do It       | Góspel contemporáneo/urbano Canción grabada del año | Ganador   |
| 2019 | Koryn Hawthorne      | Artista góspel del año                              | Nominado  |
| 2019 | Won't He Do It       | Canción del año                                     | Nominado  |
| 2019 | Unstoppable          | Góspel contemporáneo Canción grabada del año        | Nominado  |
| 2019 | Unstoppable          | Góspel contemporáneo Álbum de góspel del año        | Ganador   |
| 2020 | Koryn Hawthorne      | Mejor premio de góspel/inspiración                  | Nominado  |
| 2021 | Speak to Me          | Canción del año                                     | Nominado  |
| 2021 | I AM                 | Álbum de góspel contemporáneo del año               | Nominado  |

### Grammy Awards
| Año  | Nominación / Trabajo | Premio                               | Resultado |
| ---- | -------------------- | ------------------------------------ | --------- |
| 2019 | Won' He Do It        | Mejor canción/presentación de góspel | Nominado  |
| 2020 | Speak the Name       | Mejor canción/presentación de góspel | Nominado  |

### NAACP Image Awards
| Año  | Nominación / Trabajo | Premio                                  | Resultado |
| ---- | -------------------- | --------------------------------------- | --------- |
| 2019 | Koryn Hawthorne      | Nuevo artista sobresaliente             | Nominado  |
| 2019 | Unstoppable          | Álbum de góspel sobresaliente           | Ganador   |
| 2021 | I AM                 | Álbum de góspel/cristiano sobresaliente | Nominado  |

### Stellar Gospel Music Awards
| Año  | Nominación / Trabajo | Premio                                      | Resultado |
| ---- | -------------------- | ------------------------------------------- | --------- |
| 2018 | Koryn Hawthorne      | Nuevo artista del año                       | Nominado  |
| 2018 | Koryn Hawthorne      | Vocalista femenina contemporánea del año    | Nominado  |
| 2019 | Koryn Hawthorne      | Artista del año                             | Nominado  |
| 2019 | Koryn Hawthorne      | Albertina Walker Vocalista femenina del año | Nominado  |
| 2019 | Koryn Hawthorne      | Productora del año                          | Nominado  |
| 2019 | Koryn Hawthorne      | Vocalista femenina contemporánea del año    | Nominado  |
| 2019 | Won't He Do It       | Canción del año                             | Nominado  |
| 2019 | Won't He Do It       | Video musical del año                       | Ganador   |
| 2019 | Unstoppable          | CD contemporáneo del año                    | Nominado  |

### Soul Train Awards
| Año  | Nominación / Trabajo | Premio                             | Resultado |
| ---- | -------------------- | ---------------------------------- | --------- |
| 2020 | Koryn Hawthorne      | Mejor premio de góspel/inspiración | Nominado  |